# Naturschutzgebiet In der Lake
Koordinaten: 51° 25′ 9″ N, 7° 33′ 17″ O

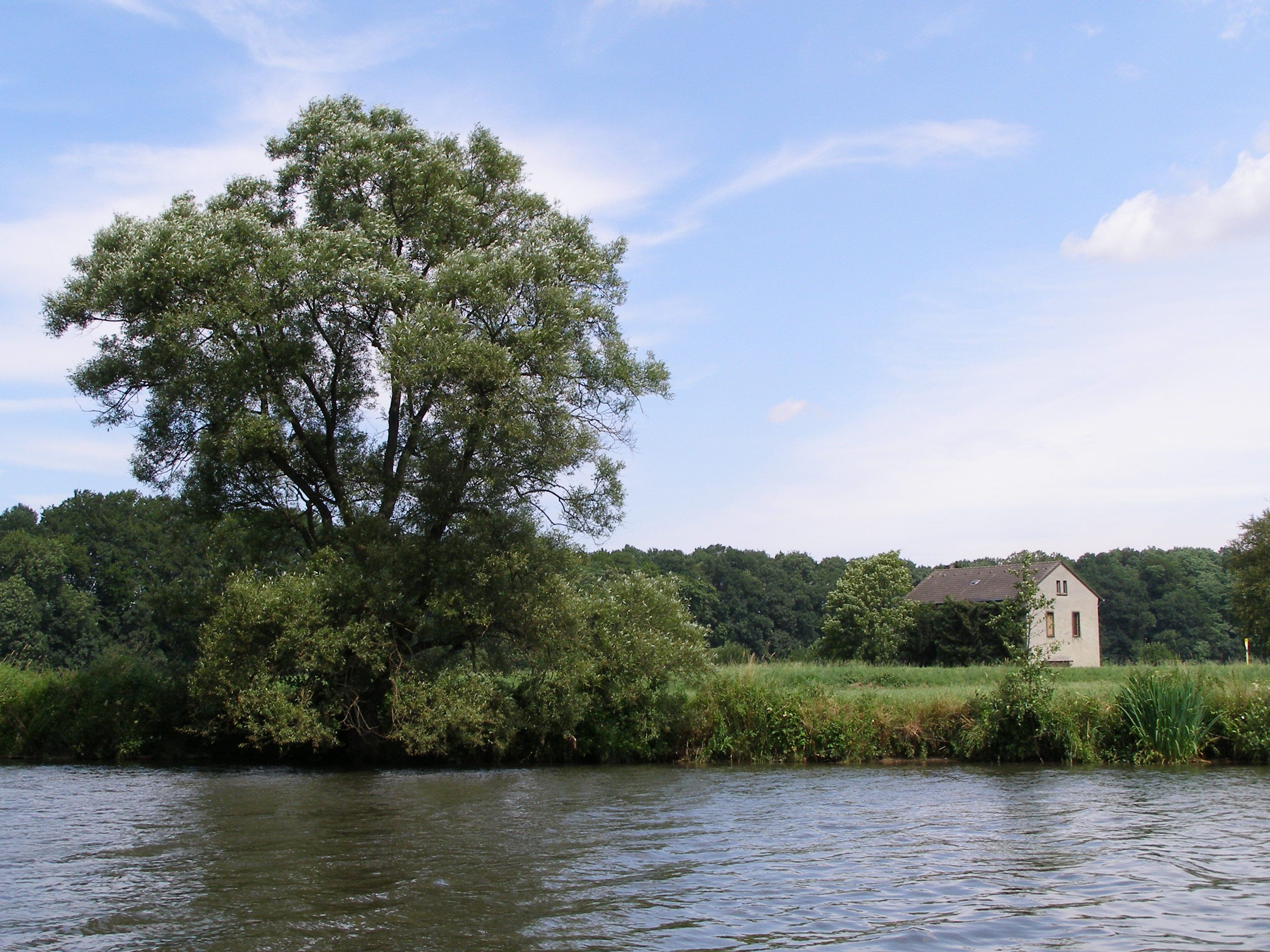
Naturschutzgebiet In der Lake (Juli 2006)

Das Naturschutzgebiet In der Lake liegt auf dem Gebiet der Stadt Schwerte im Kreis Unna in Nordrhein-Westfalen. Das aus zwei Teilflächen bestehende Gebiet erstreckt sich südwestlich der Kernstadt Schwerte zu beiden Seiten der A 45 und der Ruhr.

## Bedeutung
Das etwa 41,0 ha große Gebiet wurde im Jahr 1997 unter der Schlüsselnummer UN-033 unter Naturschutz gestellt. Schutzziel ist die Wiederherstellung einer großflächigen, durch mesotrophe Grünlandbestände geprägten Auenlandschaft mit ihren kennzeichnenden Lebensgemeinschaften im Bereich der mittleren Ruhr durch Redynamisierung des Flusslaufes und Wiedervernässung amphibischer Lebensräume.